# Frank Conrad

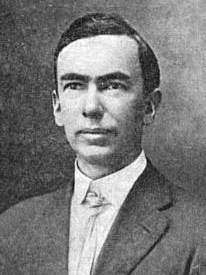
Frank Conrad

Frank Conrad (Pittsburgh, 4 mei 1874 – Miami, 11 december 1941) was een Amerikaans elektrotechnicus, uitvinder en radio-pionier. Hij begon met de eerste reguliere radio-uitzending vanuit zijn garage in Wilkinsburg en was verantwoordelijk voor de oprichting van het eerste commerciële radiostation ter wereld: KDKA.

## Biografie
Conrad werd geboren op 4 mei 1874 als zoon van Herbert M. en Sadie Conrad. Zijn vader die mechanicus was bij de spoorwegen, had weinig op met formeel onderwijs en stelde meer vertrouwen in hard werken. Deze mentaliteit werd overgebracht op zijn zoon die na de zevende klas de schoolbanken definitief achter zich liet om op zestienjarige leeftijd als leerling bankwerker in dienst te treden van de Westinghouse Electric and Manufacturing Company in Pittsburgh. Op zijn 23ste was hij opgeklommen tot de afdeling Westinghouse Testing Department, waar hij uitvindingen ontwikkelde zoals de wattuurmeter. Conrad verkreeg gedurende zijn leven meer dan 200 patenten wereldwijd toegekend.
Op 18 juni 1902 trad Conrad in het huwelijk met Flora Selheimer, met wie hij drie kinderen kreeg: de zonen Francis en Crawford en dochter Jane. In 1904 werd Conrad bevorderd tot algemeen ingenieur bij Westinghouse Electric.

### Eerste radio-experimenten
In 1912 raakte Conrad steeds meer geïnteresseerd in de radio en bouwde hij – voor een weddenschap – zijn eerste radio-ontvanger om daarmee de tijdsignalen op te vangen van de Arlington Virginia Naval Observatory. Vervolgens bouwde hij in zijn garage een 15 watt radiozender, 8XK, wiens signalen hoorbaar waren in geheel Pittsburgh. Eerst in morse, maar later ook audioeel. In weerklank van zijn luisteraars zond Conrad iedere woensdag- en zaterdagavond twee uur lang uit. Toen in 1917 alle civiele amateur radio-uitzending als gevolg van de Eerste Wereldoorlog moesten worden beëindigd, stelde hij zijn kennis en radioapparatuur ter beschikking voor militaire doeleinden.
Conrad hervatte zijn amateur radio-uitzendingen voort in oktober 1919. Het grootste gedeelte hiervan werd gevuld met muziek: Conrads zonen waren getalenteerde musici en daarnaast speelde hij fonograafplaten af. Toen zijn eigen collectie grijs was gedraaid huurde hij – in ruil voor reclame – platen van de lokale platenzaak.

### Radiostation: KDKA
Met financiële steun van Westinghouse – die een lucratieve markt zag opkomen van radio-ontvangers – zette Conrad midden oktober 1920 het eerste commerciële radiostation ter wereld op: KDKA. De eerste uitzending vond plaats op 2 november 1920: net op tijd om verslag te doen van de uitslag van de Amerikaanse presidentsverkiezing tussen Harding en Cox. Na het grote succes van KDKA richtte Conrad zijn aandacht op korte golfradio en experimenteerde hij met televisie. In 1921 werd Conrad bevorderd tot assistent chef ingenieur bij Westinghouse, een positie die hij behield tot aan zijn pensionering in 1940.

## Erkenning
Voor zijn belangrijke radiopionierswerk verkreeg Conrad diverse onderscheidingen, waaronder een eredoctoraat van de universiteit van Pittsburgh in 1928, de IRE Morris Liebman Prize in 1925, de prestigieuze IEEE Edison Medal in 1930 en Lamme Medal (1936). In 1953 werd hij postuum opgenomen in de Radio Hall of Fame.